# Ceratagallia lophia
Ceratagallia lophia är en insektsart som beskrevs av Hamilton 1998. Ceratagallia lophia ingår i släktet Ceratagallia och familjen dvärgstritar. Inga underarter finns listade i Catalogue of Life.